# Дуброва (Смолевицький район, Драчківська сільська рада)
Дуброва (біл. вёска Дубрава) — село в складі Смолевицького району Мінської області, Білорусь. Село підпорядковане Драчківській сільській раді, розташоване в центральній частині області.